# Ryan Fredericks
Ryan Marlowe Fredericks (ur. 10 października 1992 w dzielnicy Hammersmith, w Londynie) – angielski piłkarz występujący na pozycji obrońcy w Bournemouth.